# Celso Martinengo
Celso Martinengo, nato Massimiliano Martinengo (Brescia, 5 ottobre 1515 – Ginevra, 12 agosto 1557), è stato un umanista e teologo italiano.
Canonico regolare lateranense, abbandonò la Chiesa cattolica per aderire alla Riforma calvinista.

## Biografia
Massimiliano Martinengo fu il dodicesimo dei venti figli del conte Cesare Martinengo, appartenente a una delle più antiche, influenti e ricche famiglie bresciane, già ufficiale dell'esercito della Repubblica veneta; sua madre fu Ippolita Gambara, anch'essa di origini nobili.
Entrato nell'Ordine dei canonici regolari lateranensi, nel 1533 prese i voti nel convento bresciano di Sant'Afra assumendo il nome Celso: non è noto dove abbia studiato, ma è certa la sua ottima preparazione umanistica e teologica. Nel 1541 divenne predicatore e con Girolamo Zanchi fu inviato al convento lucchese di San Frediano il cui priore, Pietro Martire Vermigli, un discepolo dello spirituale Juan de Valdés, vi dirigeva un'innovativa scuola per i professi frequentata anche da laici. Martinengo fu incaricato dell'insegnamento della lingua greca, Paolo Lazise della latina ed Emanuele Tremellio dell'ebraica.
Quando la frattura fra la confessione cattolica e le riformate apparve insanabile, e in Italia il papato assunse una posizione di repressione del dissenso religioso e di diffidenza verso ogni novità e proposta di rinnovamento della Chiesa, istituendo nel luglio del 1542 il Sant'Uffizio, i maggiori animatori della scuola di San Frediano abbandonarono l'Italia per sottrarsi alle minacce dell'Inquisizione: non però Martinengo, che in un primo tempo lasciò San Frediano, ma rimase nell'Ordine e continuò a predicare in diverse città, tenendo pubblici sermoni nello spirito dell'ortodossia cattolica, benché egli ormai fosse approdato al calvinismo.
Nel 1551 Martinengo partì per Milano a predicarvi nella chiesa di Santa Maria. Aveva ormai deciso di non nascondere più le proprie posizioni: il 15 febbraio scrisse al confratello e conterraneo Ippolito Chizzola, sul quale gravavano sospetti di eresia, di aver «comminciato hoggi a predicare. Sia fatta la volontà del Signore, io predicherò con quella diligentia che potrò: Nostro Signore me guidi». Fu così che, in aprile, le sue prediche gli procurarono da Girolamo Muzio l'accusa di eresia, alla quale si sottrasse con la fuga in Svizzera, subito imitato dall'amico e confratello Girolamo Zanchi.
Si stabilì per breve tempo in diverse cittadine dei Grigioni - Coira, Tirano, Vicosoprano e Chiavenna - poi a Zurigo e a Basilea dove, nel marzo del 1552, un altro emigrato italiano, il marchese Galeazzo Caracciolo, gli propose l'incarico di pastore della comunità italiana di Ginevra. Qui egli ottenne nel 1556 la cittadinanza, sposò un'emigrata inglese, Jane Strafford, e diresse fino alla morte la comunità italiana.

## Scritti
- Del fuggir le superstitioni che ripugnano a la vera e sincera confession de la fede, Ginevra, Jean Crespin 1553. Traduzione italiana del De vitandis superstitionibus di Giovanni Calvino.
- XX Salmi di David tradotti in rime volgari italiane, secondo la verità del testo ebreo. Segue poi la forma de l'orationi ecclesiastiche, col modo d'amministrare i sacramenti, secondo che s'usa ne le buone Chiese. Appresso segue un Catechismo, Ginevra, Jean Crespin 1554.